# Бишарян, Егине Вачеевна
Егине Вачеевна Бишарян (арм. Հեղինե Վաչեի Բիշարյան; род. 5 января 1961, Ереван) — армянский политик. Депутат трёх созывов Национального собрания Армении (2003—2017). Кандидат педагогических наук. Член партии «Страна закона».

## Биография
Родилась 5 января 1961 года в Ереване. С 1978 по 1988 год работала мастером на Ереванском электроаппаратном заводе. Окончила Кироваканский государственный педагогический институт (1991). Работала учительницей в средней школе № 191 города Ереван (1994—2008). Защитила кандидатскую диссертацию. С 2005 по 2006 год — педагог Ереванского государственного педагогического колледжа имени А.Бакунца.
В 2003 году была избрана депутатом Национального собрания Армении от партии «Страна закона» (лидер — Артур Багдасарян). В парламенте входила в постоянную комиссии по вопросам науки, образования, культуры и молодёжи. Являлась секретарём фракции «Страна закона». В 2007 году вновь была избрана депутатом армянского парламента, где вновь вошла в комиссии по вопросам науки, образования, культуры и молодёжи. С 2010 по 2012 год — член комиссии по вопросам европейской интеграции. В мае 2012 года избрана депутатом Национального собрания в третий раз. Входила в комиссию по вопросам здравоохранения, материнства и детства, а также в комиссию по вопросам науки, образования, культуры, молодёжи и спорта.
С 2010 года — действительный член армянского отделения Международной академии наук о природе и обществе. С 2017 года — ректор Европейского университета Армении.

## Награды и звания
- Памятная медаль «Аксель Бакунц» (2005)[1]
- Медаль Мхитара Гоша (2011)[1]

## Личная жизнь
Замужем. Воспитывает двоих детей.